# Горбунов, Виталий Иванович
Вита́лий Ива́нович Горбуно́в (28 мая 1920, посёлок Урлядинск, Верхнеуральский район Челябинской области, РСФСР — 25 февраля 2014, Таллин, Эстония) — советский кинооператор и режиссёр, член Союза кинематографистов Эстонии. Участник Великой Отечественной войны, награждён военными орденами. За свою творческую жизнь снял более 90 документальных фильмов и более 800 сюжетов кинохроники. Обладатель наград выставки достижений народного хозяйства СССР, призёр Всесоюзных кинофестивалей сельскохозяйственных фильмов и смотра-соревнования киностудий Прибалтики и Белоруссии.

## Биография

### Юность
Родился в казачьем посёлке Урлядинск (Урлядинский) Челябинской области 28 мая 1920 года. Переехал с родителями в Пермь, затем — в Подмосковье. В семье было семеро детей.
В юности увлекался различными спортивными дисциплинами, побеждал на городских и областных соревнованиях по лёгкой атлетике, играл в баскетбол, был вратарём футбольной команды. Как и многие другие активные комсомольцы 1930-х годов, получил почётные нагрудные значки «Ворошиловский стрелок», «Активист Осоавиахима», «Готов к труду и обороне». Играл в школьном оркестре на мандолине и бас-балалайке; успел проучиться полтора года в Московском институте электротранспорта (учёбу пришлось прервать в связи с приказом наркома обороны Тимошенко, предписывающим всем ещё не служившим в армии вернуться к месту своей прописки), поработал учителем физкультуры в сельской школе.
Ещё одним большим увлечением Горбунова был кинематограф: по несколько раз он пересматривал любимые фильмы и советскую кинохронику. Читал книги о кинотехнике, занимался фотографией, его снимки печатались в областной газете. В 1940 году, пройдя большой конкурс, получил место помощника кинооператора на Свердловской студии кинохроники. Сначала был учеником, затем помощником оператора, ассистентом, затем начал снимать сам. В его служебном удостоверении было написано: «Тов. Горбунову поручается производство и организация съёмок. Просьба ко всем партийным, советским организациям и органам НКВД оказывать тов. Горбунову всемерное содействие в выполнении возложенных на него заданий». Горбунов ездил снимать сюжеты кинохроники о развитии народного хозяйства и достижениях ударников производства и тружеников села в Свердловской, Молотовской и Челябинской областях.

### Война
Осенью 1941 года стал курсантом 2-го Ленинградского военного пехотного училища, которое эвакуировали в город Глазов, Удмуртия. В феврале 1942 года окончил училище и получил звание лейтенанта. В апреле 1942 года был направлен на Волховский фронт командиром миномётной роты. В том же году стал членом коммунистической партии. Воевал на Волховском, Ленинградском и Прибалтийском фронтах; освобождал от фашистов Эстонию и Латвию; участвовал в боях на Нарвском плацдарме в ходе Ленинградско-Новгородской операции; в боях Псковско-Островской операции у оборонительного рубежа на подступах к Мариенбургу; в ликвидации немецко-фашистской группы войск «Курляндия»; в освобождении Риги. В боях у реки Нарва в феврале 1944 года был ранен.
Война для Горбунова завершилась не 9 мая 1945 года, а 15 мая, когда в тяжелейших сражениях была разгромлена Курляндская группировка немецко-фашистских войск. Когда вся страна радовалась капитуляции Германии, для него война продолжалась. Позже Горбунов вспоминал: «Было чертовски обидно, вся страна радуется, а нам не до этого. Остаться бы в живых, думали мы тогда, погибнуть после официального окончания войны, после Победы, было обидно». Виталию оставалось несколько дней до 25-летия. Он закончил войну в звании капитана, в должности командира гаубичной батареи 933-го артиллерийского полка 377-й Валгинской Краснознамённой дивизии.
В наградном листе о представлении Горбунова к ордену Красной Звезды написано: «Капитан Горбунов в бою за дер. Либуницы 28 января 1944 года находился сам в боевых порядках пехоты и умело командуя ротой, вёл точный огонь по живой силе противника. Уничтожал солдат и офицеров противника, чем обеспечил успех пехоты по захвату населенного пункта. 4.02.1944 в боях за деревню Гверездино отражая контратаку немцев огнем минроты отбил три атаки чем дал возможность удержать деревню». В наградном листе о представлении его к ордену Отечественной войны II степени говорится: «В боях за населённые пункты … Эстонской ССР с 3 по 8.08.1944 года капитан Горбунов умело руководя ротой уничтожил огнём из своих миномётов 15 огневых точек противника, отбил 3 контратаки противника и содействовал успеху пехоты по занятию населённых пунктов».

### Мирное время
После войны Горбунов поступил в Ленинградский институт киноинженеров. Окончив его в 1946 году, получил направление на работу в Эстонcкую ССР. Стал ассистентом оператора на Таллинской студии кинохроники (эст. Tallinna Kinokroonika Stuudio, позже — киностудия «Таллинфильм»).
Первой его работой в качестве самостоятельного оператора стал снятый в 1951 году документальный 17-минутный фильм «Будущие мореходы» (эст. Tulevased meremehed), рассказывающий о подготовке советских моряков в Таллинской Морской школе (эст. Tallinna Merekool, в настоящее время — Эстонская морская академия). Должность кинооператора Горбунов получил в 1952 году. В 1956 году закончил заочное обучение на операторском факультете ВГИКа (мастерская Л. В. Косматова), его дипломной работой стал 20-минутный фильм «Певческий праздник в Эстонии» (эст. Laulupidu Eestis) о празднике 1955 года, подготовленный на Таллинской киностудии. Член Союза кинематографистов Эстонии с 1962 года.
Создавая кинолетопись послевоенного восстановления и жизни Советского Союза, Горбунов проводил съёмки не только в Прибалтике, но и на Кавказе, в Средней Азии и Сибири. С эстонскими альпинистами он совершал восхождения на Памире, на научно-исследовательском судне Академии наук СССР «Академик Курчатов» ходил в экспедицию по Тихому океану.
За полувековую работу оператором и режиссёром Горбунов создал несколько сотен киножурналов, в его фильмографии есть также целый ряд научно-популярных и тематических документальных фильмов. Много лет он снимал кинообзор «Советская Эстония» (эст. Nõukogude Eesti). Участвовал в кинофестивалях, был делегатом нескольких съездов кинематографистов СССР. За фильмы о сельских тружениках на выставке достижений народного хозяйства СССР получил золотую, серебряную и бронзовую медали; получал награды на Всесоюзных кинофестивалях сельскохозяйственных фильмов, проходивших в разных городах Советского Союза. Фильм Виталия Горбунова «Частица родной земли» (эст. Killuke kodumad), снятый в 1963 году и повествующий о жизни двух семейных пар, работников маяка, со своими детьми на самом северном острове Эстонии — Вайндло, на смотре-соревновании студий Прибалтики и Белоруссии получил первый приз.
Как многолетний работник «Таллинфильма», Горбунов поставил своей целью спасение от разрушения старых кинокамер и сохранение фотографий, свидетельствовавших о многолетнем периоде жизни киностудии. Работу на «Таллинфильме» он закончил в 1989 году, а в начале 1990-х годов принёс в будущий Музей эстонского кино технику и фотоматериалы, и в 2005 году в Эстонском киноархиве открылась собранная им выставка старого кинооборудования.
По воспоминаниям дочери, в советское время Виталий Горбунов общался и был в хороших отношениях с Арнольдом Рюйтелем и Леннартом Мери, будущими президентами Эстонии. К распаду СССР отнёсся отрицательно; после восстановления независимости страны был категорически против национальной политики эстонского государства. Никогда не скрывал, что состоял в коммунистической партии. Был руководителем ветеранской организации таллинского района Кристийне. Его характеризовали как сильного профессионала, строгого и требовательного к себе и к другим и, в то же время, как приветливого и улыбчивого человека; он отличался офицерской выправкой и подтянутостью. «Я ещё не старик, я молод душой», — говорил он о себе. В 2010 году в день празднования 65-летия Дня Победы Горбунов в составе эстонской делегации ветеранов прибыл в Москву и во время торжественного парада находился на трибуне для почётных гостей на Красной Площади. При этом ко многих фильмам о Великой Отечественной войне, особенно художественным, относился отрицательно, считая, что режиссёры нередко снимают костюмированное действие, слабо соответствующее реальности.
Виталий Иванович Горбунов умер 24 февраля 2014 года. Похоронен на таллинском кладбище Пярнамяэ.

## Режиссёрские работы
Режиссёр документальных фильмов:
- 1961 — «Наши будни» (режиссёр-оператор)
- 1969 — «Сельский поселок Саку» (режиссёр-оператор)
- 1970 — «Отдых» (режиссёр-оператор)
- 1973 — «Жаркая пора»
- 1974 — «Праздник дружбы»,
- 1974 — «30 лет освобождения Эстонии»
- 1975 — «Август из Ревеля»
- 1977 — «Солдат революции»
- 1979 — «Сквозь годы»
- 1981 — «Автор народной песни»
- 1986 — «По зову сердца»
- 1987 — «Народа верные сыны»
- 1989 — «Машиностроительный завод»

## Награды
- 1944 — Орден Красной Звезды[6]
- 1944 — Орден Отечественной войны II степени[7]
- 1985 — Орден Отечественной войны I степени[13]
- Золотая, серебряная и бронзовая медали ВДНХ[5]

## Семья, память
Свою будущую жену Горбунов встретил в Эстонии. В 1960 году у них родилась дочь, затем — сын.
К 100-летию Горбунова эстонский кинодокументалист Олег Беседин в соавторстве с дочерью Горбунова Ольгой Шубиной (Шубин) снял документальный фильм «Таллинский документалист XX века».